# Shigeru Miyamoto
Shigeru Miyamoto (Japans: 宮本茂; Miyamoto Shigeru) (Nantan, 16 november 1952) is een Japans videogameontwerper. Hij is de ontwerper van onder meer de videogameseries van Mario, Donkey Kong, The Legend of Zelda, Star Fox, F-Zero, Pikmin en Splatoon voor de Nintendo-gamesystemen. Hij is ook toezichthouder van vele titels van andere ontwikkelaars die door Nintendo zijn gepubliceerd, waaronder Metroid Prime en Mario & Sonic op de Olympische Spelen.
Miyamoto is een van 's werelds meest gevierde gameontwerpers. Hij wordt door velen beschouwd als de grootste creatieve geest in de industrie, en wordt vaak de 'vader van de moderne videogaming' genoemd. De door hem ontworpen videogames kenmerken zich door verfijnde besturingsmechanica, intuïtieve gameplay, simplistische verhaallijnen en fantasievolle werelden waarin de spelers worden aangemoedigd om zelfstandig dingen te ontdekken.
Tot aan de dood van Satoru Iwata in 2015 was hij de Senior Marketing Director van Nintendo en General Manager van Nintendo EAD. Na de dood van Iwata heeft hij samen met Genyo Takeda tijdelijk de leiding binnen Nintendo op zich genomen. Nadat Tatsumi Kimishima de titel van President op zich nam kreeg hij de functie "Creative Fellow". In 1998 was Miyamoto de eerste persoon die werd erkend in de 'Hall of Fame' van de Academy of Interactive Arts & Sciences.

## Biografie

### Vroege leven
Shigeru Miyamoto werd geboren in Sonobe (het huidige Nantan), Kyoto, Japan. Hij is het tweede kind van Iijake Miyamoto en Hinako Aruha.
In zijn jeugd hield Miyamoto van tekenen, schilderen en het verkennen van het landschap rond zijn huis. De verhalen over zijn ontdekkingen van verborgen grotten, meren en andere natuurlijke kenmerken komen vaak terug in zijn latere werk. Met name The Legend of Zelda is sterk geïnspireerd op de avonturen en ontdekkingen uit zijn jeugd. Zo werd Miyamoto bijvoorbeeld als kind bedreigd door de hond van zijn buurman, die met een ketting zat vastgebonden aan een paal. Hierop baseerde hij later de Chain Chomp-vijand uit de Mario-serie.
In 1970 werd hij ingeschreven in het Kanazawa College of Art. Hij studeerde vijf jaar later af, hoewel hij later zou opmerken dat zijn studie vaak op een laag pitje heeft gestaan, omdat hij aan het nietsnutten was.
In een interview heeft Miyamoto gezegd dat hij als kind wenste dat hij een ziekte had die niet ernstig was, maar die ervoor zou zorgen dat hij de hele dag in het ziekenhuis moest blijven, zodat hij altijd kon nietsnutten.
Miyamoto heeft gezegd dat hij een eclectische smaak in muziek heeft voor zijn leeftijd, variërend van The Lovin 'Spoonful, The Nitty Gritty Dirt Band en The Ramones tot The Beatles.
In 1977 behaalde hij zijn diploma industriële vormgeving. Miyamoto had vervolgens een gesprek met Hiroshi Yamauchi, hoofd van Nintendo van Japan, die een vriend was van zijn vader. Yamauchi nam Miyamoto aan als artiest, en plaatste hem op de afdeling planning.

### Nintendo
In 1980 was het in Amerika vrij nieuwe Nintendo op zoek naar een treffer om leider te worden in de groeiende arcade markt. Na succesvolle tests met behulp van prototypes, bestelde toenmalig CEO van Nintendo of America Minoru Arakawa een zeer groot aantal eenheden van het arcadespel Radar Scope. Het spel flopte. Om te blijven drijven en duidelijk de kostbare inventaris van Radar Scope te dekken, had Nintendo van Amerika hard een goed verkopend spel nodig zodat de onverkochte machines toch zouden worden verkocht. Yamauchi wees Miyamoto toe met de taak van het creëren van een nieuw spel.
Nadat Miyamoto een aantal ingenieurs van de onderneming had geraadpleegd, en zelf de muziek op een klein elektronisch toetsenbord had gemaakt, was Donkey Kong een volledig concept. Toen het spel compleet was, werden de chips met de nieuwe programma's zo spoedig mogelijk naar de VS verzonden. Het was een geluk dat Nintendo zoveel eenheden bij de hand had, want Donkey Kong was een onverwacht succes. Niet alleen voor het bedrijf, maar ook een personage dat zou worden geïdentificeerd met Nintendo.
De drie bekende personages (in het Engels: characters) die Miyamoto gemaakt had voor het spel waren Donkey Kong, Jump Man en Lady. Het was Jump Man, een personage dat later zou bekend worden als Mario, die tot nu toe heel veel succes heeft geboekt. Sinds zijn debuut in Donkey Kong verscheen hij in meer dan 100 spellen met meer dan een dozijn spelplatforms.
Miyamoto is meestal vermeld als "producent" in de credits van Mario spellen. Een van de weinige uitzonderingen is de Super Mario Land-serie voor de Game Boy, waarmee hij vrijwel geen rol had (Gunpei Yokoi, Miyamoto's mentor, produceerde de Super Mario Land series). Er zijn ook zeldzame gevallen waar Miyamoto sterk is betrokken in een spel, bijna op het punt als regisseur, maar voor onbekende redenen zichzelf niet eert op die manier. Dergelijke voorbeelden hiervan zijn The Legend of Zelda: Ocarina of Time, Ice Climber en Pikmin. In een interview met Famitsu, zei Miyamoto: "Dat klopt. Ik was de regisseur van Super Mario 64, en voor de helft producent, net zoals bij Zelda. Zoals voor Pikmin, zou ik zeggen half producent, half regisseur." Andere titels omvatten, Nintendogs, Wii Fit, en meer recent, Super Mario Galaxy, waarbij Miyamoto's betrokkenheid zelfs groter was dan bij Super Mario 64. In het begin van de Amerikaanse release van een aantal Mario-spellen, werd hij soms genoemd als "Miyahon", een vergissing van de kanji in zijn naam (本 - die kan worden gelezen als een hon of moto). Het verkeerd lezen van zijn achternaam was Miyamoto's zijn bijnaam bij het ontwikkelen van games in de jaren 1980 (een bijnaam was een gangbare praktijk onder Japanse game ontwikkelaars op het ogenblik).
Op de Electronic Entertainment Expo-conventie (E3) in 1997, bleek dat Miyamoto voortdurend bezig was met ongeveer vierhonderd mensen op een dozijn of meer projecten.
Ondanks dat hij een invloedrijk figuur in de gamewereld is en verantwoordelijk voor meerdere multimiljoendollar franchises, blijft Miyamoto zeer bescheiden. Hij krijgt op eigen verzoek hetzelfde betaald als andere werknemers bij Nintendo en gaat vaak op de fiets naar zijn werk. Aanbiedingen van andere bedrijven heeft hij altijd afgeslagen.

### Concurrentie met Sony en Microsoft
Miyamoto is ook verantwoordelijk voor de ontwikkeling van de Wii-afstandsbediening, hoewel het niet helemaal duidelijk is hoe groot zijn rol is geweest bij de ontwikkeling ervan. Zijn concept voor de Wii spelcomputer was Miyamoto's eerste beproeving met de console wars. Hij beweerde dat zijn collega's binnen de industrie "te veel gericht zijn op de hardcore gamers". Zijn overtuiging dat zijn project beter verkoopt dan de PlayStation 3 en Xbox 360 is beïnvloed door zijn bekende motto; "Spelen moet worden wat we willen spelen". Maar hij geeft toe dat er wijzigingen moesten worden aangebracht zodat de Wii een serieuze concurrent werd. "Er was een tijd dat Nintendo niet van invloed kon zijn op de wereld op de manier waarop we dat graag hadden gezien", claimt Miyamoto, "Daarom heb ik zoveel tijd besteed op zoek naar nieuwe, opwindende besturingssystemen die we kunnen gebruiken."
In de eerste 6 maanden verkocht de Wii meer dan zijn concurrenten: het werd meer dan twee keer zoveel als de Xbox 360 en vier keer zo veel als PlayStation 3 verkocht. Toen hem werd gevraagd over zijn visie op de concurrentie in de toekomst, heeft hij hoge verwachtingen van zijn team. Hij zegt: "Mijn droom is dat de Wii een apparaat wordt dat iedereen beschouwt als het natuurlijke ding naast de tv."

### Prijzen en erkenning
Miyamoto was de eerste persoon ooit die werd erkend door de Academy of Interactive Arts and Sciences' Hall of Fame in 1998, een prijs voor zijn resultaten en dramatisch effect op de computerspelindustrie. In maart 2005 was Miyamoto een van de eerste gehonoreerden in 2004 voor het ontvangen van een ster op de Walk of Game: een deel van San Francisco's Metreon Center dat is gemodelleerd op Hollywoods Walk of Fame.
Op 13 maart 2006 ontving Miyamoto een Franse eer door te worden geslagen als Chevalier ("Ridder") in de Ordre des Arts et des Lettres, samen met spelontwerpers Michel Ancel, en Frédérick Raynal als onderdeel van een beleidsinspanning voor Franse videospellen.
Het belangrijkste personage van de beruchte pc-spel Daikatana, Hiro Miyamoto, kreeg zijn achternaam als een eerbetoon aan Shigeru.
Een rivaliserende personage in de eerste generatie van Pokemon-games was er één genaamd Shigeru.
Op 28 november 2006 kwam Miyamoto in de Aziatische uitgave van TIME's "60 Years of Asian Heroes" met Hayao Miyazaki, Mahatma Gandhi, Moeder Theresa, Bruce Lee, en de dalai lama.
Op de Game Developers Choice Awards van 7 maart 2007 kreeg Shigeru Miyamoto de Lifetime Achievement Award voor een carrière dat de oprichting overspant van Donkey Kong, Super Mario Bros, The Legend of Zelda. Hij was ook een van de belangrijkste mensen voor de onderneming en de recente revolutionaire systemen, zoals de Nintendo DS en de Wii. Hij was de keynote-spreker op die conferentie, samen met Eiji Aonuma en Satoru Iwata.
Shigeru Miyamoto werd gekozen als een van de 100 TIME Magazine's 'Meest Invloedrijke Mensen van het Jaar' in 2007.

### Huidige activiteiten
Miyamoto heeft de ontwikkeling voor Wii Fit voor de Wii afgesloten en hield toezicht op Mario & Sonic op de Olympische Spelen voor de Wii en Nintendo DS. Beide versies van de laatstgenoemde werden ontwikkeld door Sega, niet door Nintendo. Miyamoto onthulde Wii Fit op E3 van 2007. Beide spellen zijn al uitgebracht.
Miyamoto zei op 7 juni 2007 dat hij zijn aandacht zal richten bij het helpen ontwikkelen van Wii Music en Mario Kart Wii nadat hij is afgesloten met Wii Fit en Super Mario Galaxy. Hij wees er ook op in een interview dat hij graag de nadruk legt op "één voor één games maken" in plaats van te concentreren op vele spellen tegelijk.
Miyamoto houdt zich hedendaags ook bezig met andere projecten, afgezien van de ontwikkeling van spelsystemen en games. Zo werd in het voorjaar van 2012 in het Louvre te Parijs software getoond voor de Nintendo 3DS dat gebruikers een virtuele rondleiding door het museum biedt.
Toen Nintendo's president Satoru Iwata op 11 juli 2015 overleed, kreeg Miyamoto met zijn collega Genyo Takeda tijdelijk de leiding over Nintendo tot een opvolger bekend zou worden gemaakt.

## Persoonlijk leven
Hoewel hij een spelontwikkelaar is, besteedt hij nauwelijks tijd aan het spelen van spelletjes. In zijn vrije tijd speelt Miyamoto gitaar en banjo. Shigeru Miyamoto heeft twee kinderen met zijn vrouw, Yasuko Miyamoto, die general manager van Nintendo van Japan in 1977 was. Geen van hun kinderen heeft te kennen gegeven te willen gaan werken bij Nintendo. Hij beweert dat Yasuko niet graag videospelletjes speelt, maar dat ze is begonnen met het genieten van spellen zoals Brain Training en met behulp van de Wii's Everybody Votes-kanaal. Zijn zoon Kenshi Miyamoto heeft naar verluidt de wens om een pro surfer in plaats van een professionele gamer te worden. Miyamoto heeft een Shetland Sheepdog genaamd Pikku (uitgesproken Pick), die de inspiratie was voor het spel Nintendogs. De hondru) en "Sheltie Pik" (Pikku) heten.

## Vertragingen
Als producent en r&d-lid van verschillende spelen, heeft Miyamoto voor vele vertragingen gezorgd voor Nintendo "om te voldoen aan de hoge kwaliteitseisen van Nintendo waar ze bekend om staan". Op die momenten wordt de hele ontwikkeling van een spel gesloopt. Miyamoto en collega ontwikkelaars verwijzen naar deze sloop als "Chabudai Gaeshi" (ちゃぶ台返し, "de theetafel omgooien"), een verwijzing naar de manga en anime Star of the Giants. Het wordt soms ook bedoeld als "Miyahon Check" ( Miyahon is een alternatief kanji-lezing van Miyamoto) of "Miyamoto Test".
- Twinkle Popopo was een afgerond product met een vooruitbestelling van 26.000 eenheden. Er werd verondersteld om het spel uit te brengen onder de spelontwikkelaar HAL Laboratory. Miyamoto stoorde met het argument dat met een kleine aanpassing, het een geweldige game zou zijn. Na het annuleren van de vooruitbestelling werd het spel uiteindelijk uitgebracht onder Nintendo met de titel Kirby's Dream Land, en zorgde wereldwijd voor een verkoop van 5 miljoen exemplaren.
- The Legend of Zelda: Ocarina of Time werd verondersteld om te worden uitgebracht onmiddellijk na de release van de Nintendo 64 (Japanse release datum, 6 juni 1996). Integendeel, Miyamoto, die de producent was, beval herhaaldelijk dat het spel opnieuw moest worden gemaakt, wat resulteerde in tal van aankondigingen met vertragingen door Nintendo totdat de uiteindelijke release van het spel op 21 november 1998. Ocarina of Time verkocht meer dan 7,6 miljoen stuks en is vaak gerangschikt onder de beste games aller tijden, en heeft de hoogste gemiddelde recensiescore van een spel ooit gemaakt.
- Eiji Aonuma was aanvankelijk de producent van The Legend of Zelda: Twilight Princess. Echter, tussen 2005 tot 2006 nam hij de taak over als regisseur terwijl Miyamoto hem zou vervangen als producent. Aonuma verklaarde dat het schakelen het resultaat was van een jaar lang ontwikkeling voor "Chabudai Gaeshi". In hetzelfde interview, zei Miyamoto dat hij de puinhoop moest opruimen van zijn Chabudai Gaeshi en daarom producent werd en om te helpen bij de ontwikkeling van de GameCube en Wii versies van het spel. Toen het spel eindelijk af was kreeg Twilight Princess enorme toejuiching en commercieel succes in het Westen.

## Lijst van spellen waar Miyamoto aan heeft meegewerkt
| Naam                                        | Jaar van uitgave | Console                 | Miyamoto's functie    |
| ------------------------------------------- | ---------------- | ----------------------- | --------------------- |
| Donkey Kong                                 | 1981             | Arcade                  | ontwerper             |
| Donkey Kong Jr.                             | 1982             | Arcade                  | regisseur             |
| Mario Bros.                                 | 1983             | Arcade                  | ontwerper             |
| Devil World                                 | 1984             | Arcade                  | ontwerper             |
| Donkey Kong 3                               | 1984             | Famicom/NES             | regisseur             |
| Super Mario Bros.                           | 1985             | Famicom/NES             | regisseur             |
| The Legend of Zelda                         | 1986/1987        | Famicom/NES             | producent/regisseur   |
| Zelda II: The Adventure of Link             | 1987/1988        | Famicom/NES             | producent             |
| Super Mario Bros. 2                         | 1988             | Famicom/NES             | regisseur             |
| Super Mario Bros. 3                         | 1988/1990        | Famicom/NES             | co-regisseur          |
| F-Zero                                      | 1990/1991        | Super Famicom/Super NES | producent             |
| Super Mario World                           | 1990/1991        | Super Famicom/Super NES | producent             |
| The Legend of Zelda: A Link to the Past     | 1991/1992        | Super Famicom/Super NES | producent             |
| Super Mario Kart                            | 1992             | Super Famicom/Super NES | producent             |
| Mario Paint                                 | 1992             | Super Famicom/Super NES | producent             |
| Wave Race                                   | 1992             | Game Boy                | producent             |
| The Legend of Zelda: Link's Awakening       | 1993             | Game Boy                | producent             |
| Star Fox                                    | 1993             | Super Famicom/Super NES | producent             |
| Super Mario All Stars                       | 1993             | Super Famicom/Super NES | producent/regisseur   |
| Yoshi's Safari                              | 1993             | Super Famicom/Super NES | producent             |
| Kirby's Adventure                           | 1993             | Famicom/NES             | producent             |
| Donkey Kong                                 | 1994             | Game Boy                | producent             |
| Stunt Race FX                               | 1994             | Super Famicom/Super NES | producent             |
| Killer Instinct                             | 1994             | Super Famicom/Super NES | producent             |
| Super Mario World 2: Yoshi's Island         | 1995             | Super Famicom/Super NES | producent             |
| Mole Mania                                  | 1996             | Game Boy                | producent             |
| Super Mario RPG                             | 1996/1997        | Super Famicom/Super NES | producent             |
| Super Mario 64                              | 1996/1997        | Nintendo 64             | producent/regisseur   |
| Wave Race 64                                | 1996/1997        | Nintendo 64             | producent             |
| Mario Kart 64                               | 1996/1997        | Nintendo 64             | producent             |
| Star Fox 64                                 | 1997             | Nintendo 64             | producent             |
| Yoshi's Story                               | 1997/1998        | Nintendo 64             | Supervising producent |
| 1080° Snowboarding                          | 1998             | Nintendo 64             | producent             |
| F-Zero X                                    | 1998             | Nintendo 64             | producent             |
| The Legend of Zelda: Ocarina of Time        | 1998             | Nintendo 64             | producent/regisseur   |
| F-Zero Expansion Kit                        | 1999             | Nintendo 64DD           | producent             |
| Mario Artist                                | 1999             | Nintendo 64DD           | producent/regisseur   |
| Super Smash Bros.                           | 1999             | Nintendo 64             | producent             |
| The Legend of Zelda: Majora's Mask          | 2000             | Nintendo 64             | producent             |
| Paper Mario                                 | 2001             | Nintendo 64             | producent             |
| Super Mario Advance                         | 2001             | Game Boy Advance        | producent             |
| Wario Land 4                                | 2001             | Game Boy Advance        | producent             |
| Luigi's Mansion                             | 2001             | GameCube                | producent             |
| Wave Race: Blue Storm                       | 2001             | GameCube                | producent             |
| Mario Kart: Super Circuit                   | 2001             | Game Boy Advance        | producent             |
| Pikmin                                      | 2001             | GameCube                | producent             |
| Super Smash Bros. Melee                     | 2001             | GameCube                | producent             |
| Super Mario World: Super Mario Advance 2    | 2002             | Game Boy Advance        | producent             |
| Doshin the Giant                            | 2002             | GameCube                | producent             |
| Eternal Darkness: Sanity's Requiem          | 2002             | GameCube                | producent             |
| Super Mario Sunshine                        | 2002             | GameCube                | producent             |
| Yoshi's Island: Super Mario Advance 3       | 2002             | Game Boy Advance        | producent             |
| Metroid Prime                               | 2002             | GameCube                | producent             |
| Star Fox Adventures                         | 2002             | GameCube                | producent             |
| The Legend of Zelda: The Wind Waker         | 2002/2003        | GameCube                | producent             |
| F-Zero GX                                   | 2003             | GameCube                | producent             |
| Mario Golf Toadstool Tour                   | 2003             | GameCube                | toezichthouder        |
| F-Zero: GP Legend                           | 2003/2004        | Game Boy Advance        |                       |
| Donkey Konga                                | 2003             | GameCube                | toezichthouder        |
| The Legend of Zelda: Four Swords Adventures | 2003             | GameCube                | producent             |
| Mario & Luigi: Superstar Saga               | 2003             | Game Boy Advance        | producent             |
| Metroid Prime 2: Echoes                     | 2004             | GameCube                | producent             |
| Pikmin 2                                    | 2004             | GameCube                | producent             |
| Paper Mario: The Thousand-Year Door         | 2004             | GameCube                | producent             |
| Donkey Kong Jungle Beat                     | 2004             | GameCube                | algemeen producent    |
| Super Mario 64 DS                           | 2004             | Nintendo DS             | producent             |
| Star Fox: Assault                           | 2005             | GameCube                | producent             |
| Nintendogs                                  | 2005             | DS                      | algemeen producent    |
| Mario Kart DS                               | 2005             | DS                      | producent             |
| New Super Mario Bros.                       | 2006             | DS                      | toezichthouder        |
| Mario vs. Donkey Kong 2: March of the Minis | 2006             | DS                      | origineel spelontwerp |
| Wii Sports                                  | 2006             | Wii                     | algemeen producent    |
| The Legend of Zelda: Twilight Princess      | 2006             | GameCube/Wii/Wii U      | producent             |
| Super Paper Mario                           | 2007             | Wii                     | toezichthouder        |
| Super Mario Galaxy                          | 2007             | Wii                     | regisseur             |
| Mario Kart Wii                              | 2008             | Wii                     | algemeen producent    |
| Wii Fit                                     | 2008             | Wii                     |                       |
| Wii Music                                   | 2008             | Wii                     |                       |
| New Super Mario Bros. Wii                   | 2009             | Wii                     |                       |
| Super Mario Galaxy 2                        | 2010             | Wii                     | algemeen producent    |
| Mario Sport Mix                             | 2011             | Wii                     |                       |
| The Legend of Zelda: Skyward Sword          | 2011             | Wii                     | algemeen producent    |
| Luigi's Mansion 2                           | 2013             | 3DS                     |                       |
| New Super Mario Bros. U                     | 2012             | Wii U                   |                       |
| New Super Luigi U                           | 2013             | Wii U                   |                       |
| Super Mario Maker                           | 2015             | Wii U                   |                       |
| Nintendo Switch                             | 2017             |                         |                       |
| Super Mario Odyssey                         | 2017             | Switch                  |                       |

- Bibsys: 14038305
- Biblioteca Nacional de España: XX4429233
- Bibliothèque nationale de France: cb14122110c (data)
- Catàleg d'autoritats de noms i títols de Catalunya: 981058525428606706
- Gemeinsame Normdatei: 1075180996
- International Standard Name Identifier: 0000 0000 3704 7452
- Library of Congress Control Number: n2005078155
- MusicBrainz: 1927f310-fbbc-44ad-bf1b-9dffd86e63dc
- Bibliotheek van het Japanse parlement: 00818168
- Nationale en Universitaire bibliotheek Zagreb: 000719840
- Nederlandse Thesaurus van Auteursnamen: 393324990
- RKD-Nederlands Instituut voor Kunstgeschiedenis: 268592
- Système universitaire de documentation: 234160918
- Union List of Artist Names: 500594393
- Virtual International Authority File: 78191821
- WorldCat: E39PBJcRdXCC9JfXwK8yCTPhHC